# Dohoda ze Zákup

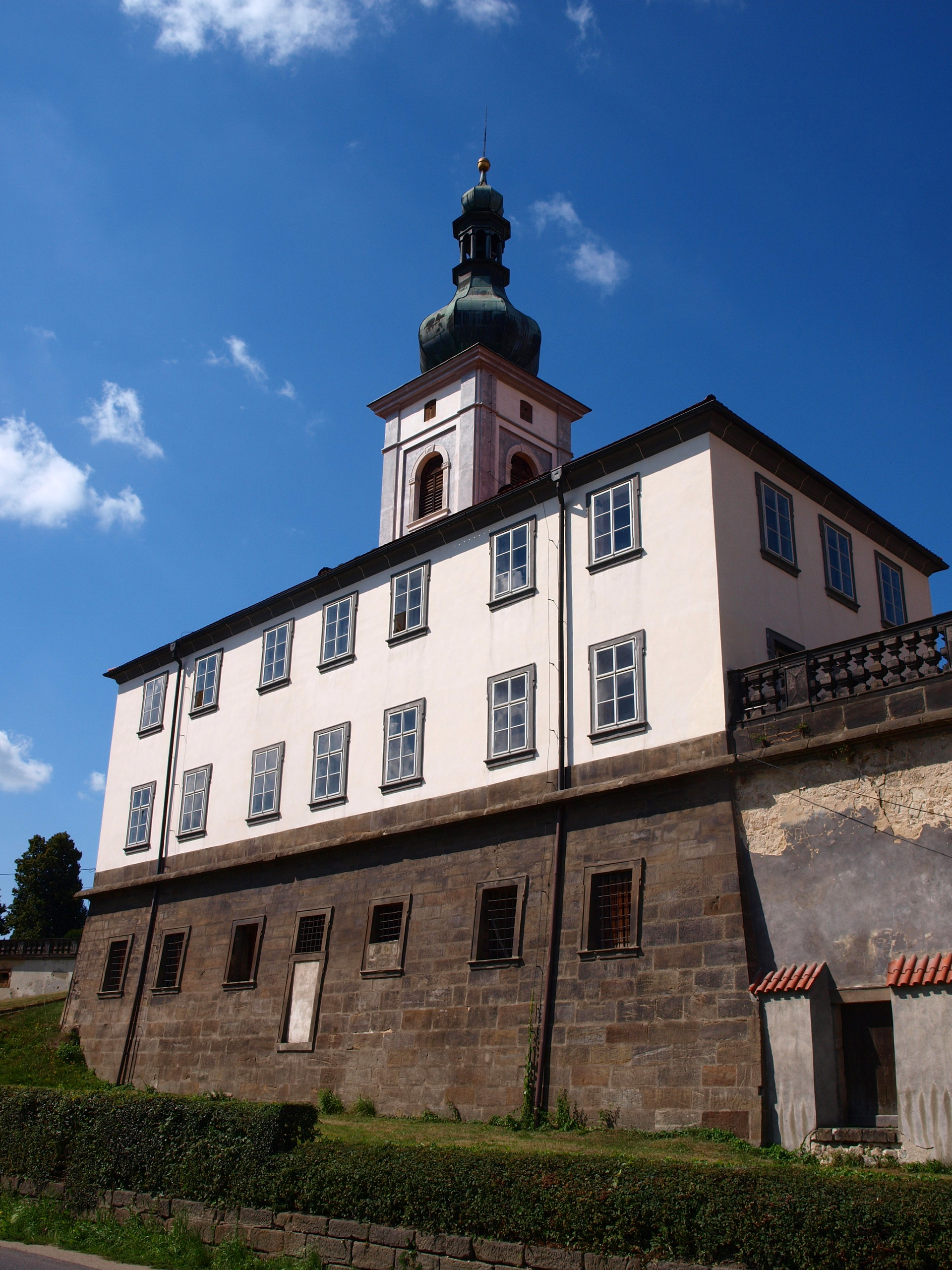
Zákupský zámek

Dohoda ze Zákup představuje smlouvu uzavřenou 8. července 1876 v Zákupech mezi ministrem zahraničních věcí Rakousko-Uherska Gyulou Andrássym a ministrem zahraničí Ruska Alexandrem Gorčakovem, která obsahovala společné chování smluvních stran v tehdy probíhající balkánské krizi. Hostitelem schůzky byl majitel zámku Zákupy císař František Josef I. Schůzky se zúčastnil také ruský car Alexandr II. Obě země byly od roku 1873 v alianci s Německým císařstvím prostřednictvím Spolku tří císařů. 

## Obsah dohody
Dohoda, o níž nebylo vydáno žádné komuniké, obsahovala postup při eventuálním vítězství Turecka v srbsko-turecké válce, kdy mělo dojít ke statu quo ante bellum a k zahájení reforem v Bosně a Hercegovině. Pokud by válku vyhrála srbsko-černohorská koalice, mělo následovat rozšíření území těchto zemí a vzniknout Bulharsko.  
Rakousko touto dohodou mělo získat právo na okupaci většiny Bosny a Hercegoviny. Rusko naopak mohlo po válce ke svému území anektovat jižní Besarábii a Zakavkazské území.